# Afscheid nemen bestaat niet
Afscheid nemen bestaat niet is een single van Marco Borsato uit 2003, afkomstig van het album "Zien". Afscheid nemen bestaat niet heeft 19 weken in de Nederlandse Top 40 gestaan, waarvan acht weken op nummer 1. In de Single Top 100 stond het 3 weken op nummer 1 en in de Vlaanderen stond het nummer slechts één week op 1. Deze single is de zesde nummer 1-hit van Marco Borsato in Nederland en was de eerste uit een langere reeks opeenvolgende nummer 1-hits.
De videoclip werd geregisseerd door Dick Maas, die eerder onder meer de films Amsterdamned, De Lift en Flodder regisseerde. Hierin is te zien hoe een klein meisje (gespeeld door Merel den Hengst, dochter van Loïs Lane-zangeres Monique Klemann) triest in de speeltuin (De Batavier te Alkmaar) zit bij het cafetaria waar haar moeder werkt. Op het moment dat zij haar ogen sluit en de naam van haar vader fluistert, verschijnt Borsato. Vervolgens begint het hard te regenen, waarna vader en dochter alle speeltoestellen van de speeltuin proberen. Als het stopt met regenen haalt haar moeder het kletsnatte meisje naar binnen en is Marco weer verdwenen.

## Tracklisting single
1. Afscheid Nemen Bestaat Niet - 4:03
2. Alleen - 2:51

## Hitnoteringen

### Nederlandse Top 40
| Hitnotering: 06-12-2003 t/m 17-04-2004 | Hitnotering: 06-12-2003 t/m 17-04-2004 | Hitnotering: 06-12-2003 t/m 17-04-2004 | Hitnotering: 06-12-2003 t/m 17-04-2004 | Hitnotering: 06-12-2003 t/m 17-04-2004 | Hitnotering: 06-12-2003 t/m 17-04-2004 | Hitnotering: 06-12-2003 t/m 17-04-2004 | Hitnotering: 06-12-2003 t/m 17-04-2004 | Hitnotering: 06-12-2003 t/m 17-04-2004 | Hitnotering: 06-12-2003 t/m 17-04-2004 | Hitnotering: 06-12-2003 t/m 17-04-2004 | Hitnotering: 06-12-2003 t/m 17-04-2004 | Hitnotering: 06-12-2003 t/m 17-04-2004 | Hitnotering: 06-12-2003 t/m 17-04-2004 | Hitnotering: 06-12-2003 t/m 17-04-2004 | Hitnotering: 06-12-2003 t/m 17-04-2004 | Hitnotering: 06-12-2003 t/m 17-04-2004 | Hitnotering: 06-12-2003 t/m 17-04-2004 | Hitnotering: 06-12-2003 t/m 17-04-2004 | Hitnotering: 06-12-2003 t/m 17-04-2004 | Hitnotering: 06-12-2003 t/m 17-04-2004 | Hitnotering: 06-12-2003 t/m 17-04-2004 |
| Week:                                  | 1                                      | 2                                      | 3                                      | 4                                      | 5                                      | 6                                      | 7                                      | 8                                      | 9                                      | 10                                     | 11                                     | 12                                     | 13                                     | 14                                     | 15                                     | 16                                     | 17                                     | 18                                     | 19                                     | 20                                     |                                        |
| -------------------------------------- | -------------------------------------- | -------------------------------------- | -------------------------------------- | -------------------------------------- | -------------------------------------- | -------------------------------------- | -------------------------------------- | -------------------------------------- | -------------------------------------- | -------------------------------------- | -------------------------------------- | -------------------------------------- | -------------------------------------- | -------------------------------------- | -------------------------------------- | -------------------------------------- | -------------------------------------- | -------------------------------------- | -------------------------------------- | -------------------------------------- | -------------------------------------- |
| Positie:                               | 30                                     | 3                                      | 1                                      | 1                                      | 1                                      | 1                                      | 1                                      | 1                                      | 1                                      | 1                                      | 2                                      | 5                                      | 4                                      | 14                                     | 14                                     | 20                                     | 25                                     | 30                                     | 32                                     | 32                                     | uit                                    |

### NederlandseSingle Top 100
| Hitnotering: 13-12-2003 t/m 22-05-2004 | Hitnotering: 13-12-2003 t/m 22-05-2004 | Hitnotering: 13-12-2003 t/m 22-05-2004 | Hitnotering: 13-12-2003 t/m 22-05-2004 | Hitnotering: 13-12-2003 t/m 22-05-2004 | Hitnotering: 13-12-2003 t/m 22-05-2004 | Hitnotering: 13-12-2003 t/m 22-05-2004 | Hitnotering: 13-12-2003 t/m 22-05-2004 | Hitnotering: 13-12-2003 t/m 22-05-2004 | Hitnotering: 13-12-2003 t/m 22-05-2004 | Hitnotering: 13-12-2003 t/m 22-05-2004 | Hitnotering: 13-12-2003 t/m 22-05-2004 | Hitnotering: 13-12-2003 t/m 22-05-2004 | Hitnotering: 13-12-2003 t/m 22-05-2004 | Hitnotering: 13-12-2003 t/m 22-05-2004 | Hitnotering: 13-12-2003 t/m 22-05-2004 | Hitnotering: 13-12-2003 t/m 22-05-2004 | Hitnotering: 13-12-2003 t/m 22-05-2004 | Hitnotering: 13-12-2003 t/m 22-05-2004 | Hitnotering: 13-12-2003 t/m 22-05-2004 | Hitnotering: 13-12-2003 t/m 22-05-2004 | Hitnotering: 13-12-2003 t/m 22-05-2004 | Hitnotering: 13-12-2003 t/m 22-05-2004 | Hitnotering: 13-12-2003 t/m 22-05-2004 | Hitnotering: 13-12-2003 t/m 22-05-2004 | Hitnotering: 13-12-2003 t/m 22-05-2004 |
| Week:                                  | 1                                      | 2                                      | 3                                      | 4                                      | 5                                      | 6                                      | 7                                      | 8                                      | 9                                      | 10                                     | 11                                     | 12                                     | 13                                     | 14                                     | 15                                     | 16                                     | 17                                     | 18                                     | 19                                     | 20                                     | 21                                     | 22                                     | 23                                     | 24                                     |                                        |
| -------------------------------------- | -------------------------------------- | -------------------------------------- | -------------------------------------- | -------------------------------------- | -------------------------------------- | -------------------------------------- | -------------------------------------- | -------------------------------------- | -------------------------------------- | -------------------------------------- | -------------------------------------- | -------------------------------------- | -------------------------------------- | -------------------------------------- | -------------------------------------- | -------------------------------------- | -------------------------------------- | -------------------------------------- | -------------------------------------- | -------------------------------------- | -------------------------------------- | -------------------------------------- | -------------------------------------- | -------------------------------------- | -------------------------------------- |
| Positie:                               | 3                                      | 2                                      | 2                                      | 2                                      | 2                                      | 2                                      | 1                                      | 1                                      | 1                                      | 2                                      | 3                                      | 3                                      | 5                                      | 7                                      | 8                                      | 13                                     | 17                                     | 18                                     | 23                                     | 29                                     | 34                                     | 57                                     | 56                                     | 78                                     | uit                                    |

### VlaamseUltratop 50
| Hitnotering: 20-12-2003 t/m 22-05-2004 | Hitnotering: 20-12-2003 t/m 22-05-2004 | Hitnotering: 20-12-2003 t/m 22-05-2004 | Hitnotering: 20-12-2003 t/m 22-05-2004 | Hitnotering: 20-12-2003 t/m 22-05-2004 | Hitnotering: 20-12-2003 t/m 22-05-2004 | Hitnotering: 20-12-2003 t/m 22-05-2004 | Hitnotering: 20-12-2003 t/m 22-05-2004 | Hitnotering: 20-12-2003 t/m 22-05-2004 | Hitnotering: 20-12-2003 t/m 22-05-2004 | Hitnotering: 20-12-2003 t/m 22-05-2004 | Hitnotering: 20-12-2003 t/m 22-05-2004 | Hitnotering: 20-12-2003 t/m 22-05-2004 | Hitnotering: 20-12-2003 t/m 22-05-2004 | Hitnotering: 20-12-2003 t/m 22-05-2004 | Hitnotering: 20-12-2003 t/m 22-05-2004 | Hitnotering: 20-12-2003 t/m 22-05-2004 | Hitnotering: 20-12-2003 t/m 22-05-2004 | Hitnotering: 20-12-2003 t/m 22-05-2004 | Hitnotering: 20-12-2003 t/m 22-05-2004 | Hitnotering: 20-12-2003 t/m 22-05-2004 | Hitnotering: 20-12-2003 t/m 22-05-2004 | Hitnotering: 20-12-2003 t/m 22-05-2004 | Hitnotering: 20-12-2003 t/m 22-05-2004 | Hitnotering: 20-12-2003 t/m 22-05-2004 |
| Week:                                  | 1                                      | 2                                      | 3                                      | 4                                      | 5                                      | 6                                      | 7                                      | 8                                      | 9                                      | 10                                     | 11                                     | 12                                     | 13                                     | 14                                     | 15                                     | 16                                     | 17                                     | 18                                     | 19                                     | 20                                     | 21                                     | 22                                     | 23                                     |                                        |
| -------------------------------------- | -------------------------------------- | -------------------------------------- | -------------------------------------- | -------------------------------------- | -------------------------------------- | -------------------------------------- | -------------------------------------- | -------------------------------------- | -------------------------------------- | -------------------------------------- | -------------------------------------- | -------------------------------------- | -------------------------------------- | -------------------------------------- | -------------------------------------- | -------------------------------------- | -------------------------------------- | -------------------------------------- | -------------------------------------- | -------------------------------------- | -------------------------------------- | -------------------------------------- | -------------------------------------- | -------------------------------------- |
| Positie:                               | 4                                      | 2                                      | 3                                      | 3                                      | 2                                      | 2                                      | 2                                      | 1                                      | 2                                      | 2                                      | 3                                      | 5                                      | 6                                      | 6                                      | 7                                      | 10                                     | 14                                     | 18                                     | 22                                     | 25                                     | 34                                     | 34                                     | 41                                     | uit                                    |

### VlaamseRadio 2 Top 30
| Hitnotering: 20-12-2003 t/m 22-05-2004 | Hitnotering: 20-12-2003 t/m 22-05-2004 | Hitnotering: 20-12-2003 t/m 22-05-2004 | Hitnotering: 20-12-2003 t/m 22-05-2004 | Hitnotering: 20-12-2003 t/m 22-05-2004 | Hitnotering: 20-12-2003 t/m 22-05-2004 | Hitnotering: 20-12-2003 t/m 22-05-2004 | Hitnotering: 20-12-2003 t/m 22-05-2004 | Hitnotering: 20-12-2003 t/m 22-05-2004 | Hitnotering: 20-12-2003 t/m 22-05-2004 | Hitnotering: 20-12-2003 t/m 22-05-2004 | Hitnotering: 20-12-2003 t/m 22-05-2004 | Hitnotering: 20-12-2003 t/m 22-05-2004 | Hitnotering: 20-12-2003 t/m 22-05-2004 | Hitnotering: 20-12-2003 t/m 22-05-2004 | Hitnotering: 20-12-2003 t/m 22-05-2004 | Hitnotering: 20-12-2003 t/m 22-05-2004 | Hitnotering: 20-12-2003 t/m 22-05-2004 | Hitnotering: 20-12-2003 t/m 22-05-2004 | Hitnotering: 20-12-2003 t/m 22-05-2004 | Hitnotering: 20-12-2003 t/m 22-05-2004 | Hitnotering: 20-12-2003 t/m 22-05-2004 | Hitnotering: 20-12-2003 t/m 22-05-2004 | Hitnotering: 20-12-2003 t/m 22-05-2004 | Hitnotering: 20-12-2003 t/m 22-05-2004 |
| Week:                                  | 1                                      | 2                                      | 3                                      | 4                                      | 5                                      | 6                                      | 7                                      | 8                                      | 9                                      | 10                                     | 11                                     | 12                                     | 13                                     | 14                                     | 15                                     | 16                                     | 17                                     | 18                                     | 19                                     | 20                                     | 21                                     | 22                                     | 23                                     |                                        |
| -------------------------------------- | -------------------------------------- | -------------------------------------- | -------------------------------------- | -------------------------------------- | -------------------------------------- | -------------------------------------- | -------------------------------------- | -------------------------------------- | -------------------------------------- | -------------------------------------- | -------------------------------------- | -------------------------------------- | -------------------------------------- | -------------------------------------- | -------------------------------------- | -------------------------------------- | -------------------------------------- | -------------------------------------- | -------------------------------------- | -------------------------------------- | -------------------------------------- | -------------------------------------- | -------------------------------------- | -------------------------------------- |
| Positie:                               | 4                                      | 2                                      | 3                                      | 3                                      | 2                                      | 2                                      | 2                                      | 1                                      | 1                                      | 1                                      | 2                                      | 3                                      | 4                                      | 4                                      | 5                                      | 8                                      | 10                                     | 13                                     | 15                                     | 16                                     | 24                                     | 24                                     | 27                                     | uit                                    |

### NPO Radio 2 Top 2000
| Nummer met noteringen in de NPO Radio 2 Top 2000 | '06 | '07 | '08 | '09 | '10 | '11 | '12 | '13 | '14 | '15 | '16 | '17 | '18 | '19 | '20  | '21  | '22  | '23  | '24  |
| ------------------------------------------------ | --- | --- | --- | --- | --- | --- | --- | --- | --- | --- | --- | --- | --- | --- | ---- | ---- | ---- | ---- | ---- |
| Afscheid nemen bestaat niet                      | 156 | 169 | 407 | 145 | 383 | 420 | 355 | 448 | 466 | 388 | 719 | 852 | 690 | 815 | 1227 | 1476 | 1815 | 1306 | 1276 |

1. ↑  Een vetgedrukt getal geeft de hoogste notering aan.
2. ↑  2006 was het eerste jaar met een notering voor dit nummer.